# اسرائیل دلگادو
اسرائیل دلگادو (انگلیسی: Israel Delgado؛ زادهٔ ۲۲ ژانویهٔ ۱۹۷۹) بازیکن فوتبال اهل اسپانیا است.
از باشگاه‌هایی که در آن بازی کرده‌است می‌توان به باشگاه فوتبال کوردوبا و باشگاه فوتبال سلتاویگو اشاره کرد.